# Nefropatia per IgA
La nefropatia per IgA (NIgA), també coneguda com la malaltia de Berger o, rarament, glomerulonefritis sinfaringítica, és una forma de glomerulonefritis (una inflamació dels glomèruls del ronyó) amb implicació del sistema immunitari. La malaltia agressiva de Berger (una forma més rara de la malaltia) pot atacar altres òrgans importants, com el fetge, la pell i el cor.
La nefropatia per IgA és la glomerulonefritis més comuna a tot el món. La nefropatia primària per IgA es caracteritza per la deposició d'IgA al glomèrul. Hi ha altres malalties associades als dipòsits d'IgA glomerular, la més comuna és la vasculitis per IgA (abans coneguda com a púrpura de Schönlein-Henoch, PSH), que per a molts és considerada com una forma sistèmica de nefropatia per IgA. La vasculitis per IgA presenta una erupció cutània purpúrica característica, artritis i dolor abdominal, i es presenta més freqüentment en adults joves (de 16 a 35 anys). La PSH està associada a un pronòstic més benigne que la NIgA. En la NIgA no agressiva, hi ha tradicionalment una lenta progressió a la insuficiència renal crònica en un 25-30% dels casos durant un període de vint anys.